# ロボッ太くん
『ロボッ太くん』（ロボッたくん）は、とりいかずよしによるギャグ漫画作品。『月刊コロコロコミック』において1980年9月号に特別読切が掲載され、1981年1月号から1984年3月号まで連載された。

## 概要
前半は主人公・ロボッ太とその家族（ロボパパ・ロボママ・ロボジジ・ロボイヌ）や学校の仲間たち（ホルモン・近の助）と下ネタ中心のドタバタギャグを展開し、後半はロボッ太をリーダーにロボイヌ・ホルモン・近の助の4名で「キンポコ少年団」を結成するというとりいかずよしの代表作『トイレット博士』のメタクソ団結成後に近い流れとなっている。但し、メタクソ団の「七年ゴロシ」に相当する必殺技である「煬獄死法」（ようごくしんぽう）の秘伝を巡ってゲーハー中年団（後にウンポコ隊）と抗争を繰り広げる点は『トイレット博士』のメタクソ団編には見られなかった相違点である。その後はリカちゃんウーマンの活躍でどちらが正義か悪か分からなくなり、終盤にかけて次第にKP団 vs UP隊という構図はなりを潜めていった。また、連載末期には友情をテーマにしたシリアスで感動的なエピソードの回もあった。
作者自身は「『トイレット博士』のメタクソ団が主人公のようなマンガを描いてほしいって言われたんです。それで始めたのが『ロボッ太くん』。ただ、その頃って『トイレット』を7年間続けて燃え尽きたあとで、すごく疲弊していたんですね」「自分のギャグの蓄積とキャリアで誤魔化しながら描いていた」「絵は綺麗になったけど、勢いがなくなった」「だから『ロボッ太くん』は正直苦痛でした」と発言している。

## 登場人物

### ロボッ太一家
ロボッ太（ロボッた）
主人公の小学生。外見は人間とさほど変わらないアンドロイドだが、股間に「スペアチンポ」と呼ばれるパーツを装着することにより様々なパワーを発揮する。後にキンポコ少年団（KP団）を結成し、リーダーとなる。特別読切では坊主頭だったが、連載開始時は頭が黒く塗られており、ロボパパにかつらをもらったという設定になっている。
ロボパパ
ロボッ太の父。本名は「角兵衛（かくべえ）」。元々はロボット星に住んでいたが一人の女性を巡って親友と大喧嘩をしたことが原因でロボット星を追放され、地球に移り住む。職業は発明家で、ロボッ太をはじめとする家族は全て彼が製作した。
ロボママ
ロボッ太の母。登場する度に髪型が変わる。
ロボジジ
ロボッ太の祖父で、ロボパパの父。経年劣化が激しく、特に肛門の締まりが悪くなっている。妻（?）のロボババは既に他界。
ロボイヌ
ロボットの犬。しかし、二足歩行で人間の言葉を喋るなど犬らしさは外見のみ。もともとはロボッ太家のペットとしてロボネコと共に数度登場したのみだったが、弟を欲しがるロボッ太のためにロボパパにより弟としてプレゼントされ、以降レギュラーメンバーとなる。後にKP団の団員となる。ボケまくるKP団のツッコミ役。ロボッ太の弟になった当初は白い顔だったが、後にペンキで頭部に斑を塗った。犬かきで空を飛ぶ。

### 凸凹小学校の関係者

#### 5年3組の児童
近の助（きんのすけ）
ロボッ太と同じクラスの眼鏡をかけた少年。後にKP団の団員となる。KP団の小ボケ・ツッコミ担当。特別読切では「金の助」という、タラコ唇で金持ちのお坊ちゃまだった。
ホルモン
ロボッ太と同じクラスの恰幅の良い少年。後にKP団の団員となる。あだ名の由来は不明。本名は太(ふとし)。惚れっぽい性格。初期は腕っぷしが強くガリベン28号やロボッ太、近の助に殴りかかったりする程血の気が強かったが終盤では常識人寄りの性格になり、新子（しんこ）という彼女もできた。
伊代子（いよこ）
KP団結成ごろから登場の、ロボッ太と同じクラスの美少女。たびたび校長達に捕らえられてひどい目に遭わされる。松本伊代がモデルとされる。リカちゃんウーマン登場後はすっかり影が薄くなる。
その他のクラスメート
伊代子の登場以前は「さやか」や「ひとみ」、「あつ子」らが主な犠牲者（お色気要員）だった。「秀作（しゅうさく）」は三角眼鏡を掛けたいやみな秀才。連載初期には「湯川」という秀才も登場したが同一人物かどうかは不明。「抜作（ぬけさく）」は比較的登場の多い10円ハゲの男子。火事を消して表彰された「健太郎（けんたろう）」はクラス一強いというが、ガリベン28号には全く歯が立たなかった。終盤では頼りない学級委員も度々登場した。

#### 職員
先生
初期に登場していた担任の先生。気が弱くてロボッ太たちの傍若無人ぶりになす術が無くなり、担任の座をガリベン28号に明け渡した。
ゲーハー校長（ゲーハーこうちょう）
凸凹（でこぼこ）小学校の校長。「悪魔のツルハゲ校長」と呼ばれ、独裁的な性格で生徒たちに理不尽なことを強要する。後にKP団に対抗して「ゲーハー中年団」を結成するが、ウンポコ隊に改組されて以降は一時的に出番が減る。終盤はリカちゃんウーマンまたは助兵衛博士のどちらかとつるんで登場することが多かった。
助兵衛博士（すけべえ はかせ）
小学校の隠し部屋に研究所を構えるマッド・サイエンティスト。「極悪の理科教師」とされているが、授業を行う描写は無い。実はロボット星の出身であり、ロボパパ（角兵衛）の元・親友だが、三角関係のこじれから現在は犬猿の仲。校長の依頼によりガリベン28号や栄養戦士クワセもんを開発する。ゲーハー中年団結成時のメンバーだったが、ウンポコ隊には参加せず秘密兵器の開発に打ち込む。
ガリベン28号（ガリベンにじゅうはちごう）
助兵衛博士が開発した教師ロボット。「恐怖の算数教師」とされるが、国語なども教えている。徹底したスパルタ教育で出来の悪い生徒たちを恐怖に陥れるが、ロボッ太たちの度を超したアホさに完敗。その後もクラスの教師としてたびたび登場し、ゲーハー中年団にも抜擢された。
栄養戦士クワセもん（えいようせんしクワセもん）
好き嫌いの激しい生徒たちを矯正すべく助兵衛博士が開発したロボット。「非道の家庭科教師」とされる。ひどい時にはウンコまで食べさせようとする。当初は1話限り登場の単発キャラのような扱いだったが、後にゲーハー中年団結成で久々に登場し、以降レギュラーとなる。
その他のロボット
臨海学校では「エイガワ30号」のように魚介類とプロ野球選手の背番号をもじったロボットたちが、運動会では読者募集のロボットたちが、それぞれ数体登場。他にKP団を蹴散らした「マアクロース」や、格闘技大会で戦った「ゲーハー84号」もあるが、いずれも助兵衛博士の作ったもの。

### 煬獄死法の関係者
煬 万張（よう まんちょう）
中国の奥地、煬獄寺に伝わる伝説の必殺拳法・煬獄死法の師範。年齢不詳だが、幼少の頃は泉重千代（当時の世界最高齢記録保持者）や西郷隆盛と親友だったと自称。秘伝書で分からない部分を聞きに来たロボッ太たちにゲーム&ウオッチで買収されて煬獄死法を教えた後、勘違いから川底に置き去りにされる。秘伝書は大昔に煬獄寺から行方不明となっていたものであるため、後に秘伝書を奪還すべくゲーハー中年団（のちにウンポコ隊）に加入しロボッ太たちと敵対。しかし、すぐに出番がなくなる。
リカちゃんウーマン
万張の弟子で、タケちゃんマンの外見を模したコスチュームの美少女。戦闘時は必殺技のためコスチュームを脱ぎ、ハイレグレオタードのような姿になる。必殺技「モモ・サンドスペシャル」（太ももで相手の身体を挟み込んで呼吸困難に陥らせる技）、「パイ・サンドショック」（乳房で相手の顔を - 以下略）でロボッ太たちKP団に立ちはだかり、後に担任教師となる。ゲーハー中年団を改組した新生「ウンポコ隊」のリーダー。ピヨッコというお供の鳥を従えている。

## 用語
ロボット星
ロボパパの故郷。人も動物もロボットだけが住む星。したがってロボット星の出身である助兵衛博士もロボットである。ケンカをすると追放されるという厳しい掟がある。
スペアチンポ
ロボッ太の秘密兵器。これを交換することでロボッ太には様々な機能を追加することができる。缶切り・栓抜きなどの日用品から、空を飛ぶチンコプター、水上を泳ぐスクリューチンポ、壁を破壊するドリルチンポなど多様なものが存在する。なお普段はドリルのような節目が付いたロボット然とした一物を装着しているが、連載後期には人間によく似た形状のものも確認できる。
煬獄死法（ようごくしんぽう）
ゲーハー中年団に敗れて解散の危機にあったKP団が、ロボパパからもらった古書で習得した必殺拳、およびその秘伝書の名。KP団ではキンポコバッジを空中で合体させ注意をそらし、相手を捕まえてから攻撃するという工夫を加えた。秘伝書によれば急所や関節、首など6種の攻撃法があり、相手は身体が変形したり頭がおかしくなったりする。さらに程度によって「 - 年（月・日）地獄」と名付けられ、その期間を経過しないと（自然には）治らない。逆に相手を極楽気分にして一定期間廃人同様にする「 - 年極楽」というバリエーションもある。
キンポコ少年団（KP団）
どのクラブにも入部を断られ続けたロボッ太たち4人が、スキャンダル写真で校長を買収して新しくキンポコクラブなる謎のクラブを立ち上げたもの。名前の由来は男性のシンボルである「キンタマ」と「チンポコ」。トイレを改造して部室にした。ゲーハー校長たちの横行を懲らしめることで活躍し、KP団は瞬く間に学校のヒーローとなった。しかしリカちゃんウーマンに苦戦するようになると卑怯な手段も使うようになり、評判がガタ落ちする。
キンポコバッジ
KP団員の友情の証。掲載誌では実際に団員を募集してバッジをプレゼントする企画があった。劇中では煬獄死法に使われたほか、ビームも発する。
キンポコ四輪車
煬獄死法以前のKP団の必殺技。4人が肩車で環状に連結し、でんぐり返しの要領で突進する。当然だが3人でもキンポコ三輪車として攻撃可能。GH団の四輪車返しによって破られる。
ゲーハー中年団（GH団）
KP団に対抗してゲーハー校長が助兵衛・ガリベン28号・クワセもんと共に結成した。キンポコバッジ同様にビームを発するウンコバッジを持つ。身体検査と称して組織的セクハラを行うなど活動実態は悪役そのもの。
ウンポコ隊（UP隊）
煬万張がリカちゃんウーマンを呼び寄せたのを機にGH団が再編されたもの。リカちゃんウーマンの活躍によりKP団に代わって学校の人気者になる。構成員はリカちゃんウーマン・ゲーハー校長・煬万張・ガリベン28号・クワセもんの5人だが、煬万張はすぐに登場しなくなったため実質4人。説明無く助兵衛博士がいなくなったため掲載誌の読者コーナーでは一時物議を醸した。バッジもウンポコバッジとなり、やはり掲載誌で隊員募集があった。誌上では読者同士によるKP団 vs UP隊というおたより合戦も繰り広げられた。

## 書誌情報
現在はてんとう虫コミックス・ライブラリーより全2巻で復刻されている。
1. ISBN 409140099X 2006年3月28日初版
2. ISBN 4091401007 2006年3月28日初版